# Амбуаз
Амбуа́з (Amboise) — город на Луаре в центре Франции (департамент Эндр и Луара), окружённый ренессансными замками, среди которых наиболее знамениты королевский замок Амбуаз и усадьба Шенонсо. Население 12,7 тыс. жителей (2006).

## История
Город появляется в хрониках под 504 годом, когда на «Золотом озере» посреди Луары проходили переговоры королей Хлодвига I и Алариха II. 
В 838 году норманны под предводительством Гастинга сожгли город.
Анжуйский граф Фульк Нерра в XI веке отобрал ключевой брод через Луару у графов Блуа и укрепил его возведением высокого донжона, который с годами эволюционировал в Амбуазский дворец.
В XV веке Амбуаз перешёл из рук феодального семейства Амбуазов в королевскую казну. Король Карл VIII, будучи уроженцем Амбуаза, привлёк к строительству нового замка итальянских зодчих, к которым в 1515 году добавился Леонардо да Винчи, здесь же и похороненный (см. Кло-Люсе).
В истории Религиозных войн с Амбуазской резиденцией связаны два события — Амбуазский заговор гугенотов против Гизов (1560) и Амбуазский эдикт о свободе вероисповедания (1563). При Бурбонах замок запустел и разрушался. Чтобы предотвратить его окончательный снос, Национальная ассамблея в 1872 году вернула его Орлеанской династии.

## Достопримечательности
Помимо королевского дворца-замка, в Амбуазе и его окрестностях примечательны дом-музей Леонардо да Винчи в Клу, семиярусная пагода герцога Шуазеля — пример увлечения «китайщиной», ратуша XVI века и позднеготические ворота с карильоном. В мэрии г. Амбуаз хранятся пистолеты, одним из которых во время дуэли был смертельно ранен А. С. Пушкин.